# Metró 2035
A Metró 2035 (oroszul: Метро 2035) az orosz Dmitry Glukhovsky poszt-apokaliptikus sci-fi regénytrilógiájának harmadik, befejező kötete. A szerző az előző regényével, a Metró 2034-gyel szándékozta befejezni a történetet, de a Metro:Last Light videójáték megihlette, így született meg a záró darab. A korábbi könyvekkel ellentétben Glukhovsky nagyrészt eltekintett a mutánsoktól, valamint a horror elemektől, ehelyett inkább politikai thriller bontakozik ki a Metró hátteréről. A regény ismét eltér az elődöktől: sokkal vulgárisabb, a karakterek is pesszimistábbak és kevésbé idealizáltak. A történet végén többek között ennek magyarázatára is választ kap az olvasó.

## Cselekmény
|  | Alább a cselekmény részletei következnek! |

A történet a Metró 2033 legvégével kezdődik. Mialatt Artyom és társai felállították a rádiót az osztankinói tévétorony romjain, a fiú rövid időre egy másik város üzenetét is hallotta, ezzel bebizonyosodott számára, hogy a moszkvai metró lakóin kívül mások is túlélték a nukleáris apokalipszist. A Feketék elpusztítása után rájön, hogy valószínűleg az emberiség megmenekülésének utolsó lehetőségét semmisítette meg, így ennek jóvátételére szenteli az életét. A metróba visszatérve mégis hősként ünneplik őt.
2 év telt el a Feketékkel való leszámolás óta. Artyom kilépett a Rendből, és a VDNH állomáson dolgozik sztalkerként. Feleségével, Ányával elhidegültek egymástól, és a fiút őrültnek nézik, mivel minden nap a rádiójával a felszínen kutat más túlélők után eredménytelenül. A bolondnak vélt sztalker minden nap felmászik az 50 méter mély alagútból, onnan egy felhőkarcoló romjára, majd több órányi sikertelen kísérlet után, hátán a súlyos rádióval visszatér. Ánya sem örül ennek, mivel a kezdődő gombavész miatt minden segítségre szüksége lenne az állomásnak.
Egyik nap azonban betér az állomásra egy öregember, aki magát csak Homérosznak hívja. Azért érkezett, mivel hallotta az Artyom hőstettéről szóló történetet, és szeretné azt a legújabb regényében megírni. A fiút eleinte rendkívül zavarja az öreg jelenléte, de mivel összeveszett a feleségével, és Homérosz ismer valakit, aki felvette a kapcsolatot egy Sarki Hajnal nevű északi várossal, úgy dönt, hogy felkeresi az illetőt, és a történetét is elmeséli.
A Tyeatralnaja állomásra tartó útjuk azonban váratlan nehézségekbe ütközik, mivel a Hanza a terjedő gombavész miatt karantént rendelt el, így nem lehet bejutni a területére. Egy Ljoha nevű helyi bróker (ami a metróban csupán trágyakereskedőt jelent) segít nekik, így a megfelelően korrupt hivatalnok segítségével mégis sikerül bejutniuk. A rádió miatt ugyan a kémelhárítás kommunista diverzánsoknak véli őket, de sikerül a vád alól tisztázniuk magukat.
A Hanzáról egy részben elárasztott állomásra jutnak, ahonnan nem tudnak tovább menni. Ljoha megvenné az állomáson az egyetlen tojást, de mivel elejti a héját, így a tyúk már nem tudna többet tojni, emiatt annak kétségbeesett gazdája meglövi magát Artyom fegyverével. A szerencsétlen ember megmentésének céljából felkéretőznek egy tutajra, amely náci szimpatizánsokkal tart a Reich nevet felvett Negyedik Birodalom felé. A Cvetnoj Bulvar kuplerájában állnak meg, ahol keresnek egy orvost a sérült ellátására. A megviselt Homérosz és Artyom italozásba kezd, míg végül a részeg fiú összebarátkozik a toborzó fasiszta tisztekkel és egy Szása nevű prostituálttal. 2 nappal később a főhős emlékek és papírok nélkül eszmél fel, és a Rend vállára tetovált jelmondatát is leégették róla cigarettával. Iratok nélkül kénytelenek lesznek a Reich felé venni az irányt, de szerencsére azok nem ismerik fel a korábbi halálra ítéltet.
Orvosi vizsgálatot követően egy Ditmar nevű tiszt kiválasztja kettőjüket, és elvezeti őket az Ilja Sztyepanovics nevű tanárhoz, aki történelemkönyvet készül írni a Führer megbízásából. Az író és terhes felesége, Narine szívesen látja a vendégeket, de Artyomnak feltűnik, hogy a szomszédos állomásról sikolyok és ordibálás szűrődik át a falon. Ditmar nyálasnak találja Homérosz Hunterről és Szásáról szóló történetét, így őt is a leendő könyv munkálataihoz csábítja. Artyomot ezalatt titkos küldetéssel zsarolják: ha nem jut el a Tyeatralnajára, majd robbant fel egy alagutat, akkor végeznek az öreggel.
A sztalker elindul a kihalt felszínen, ahol megtalálja az előtte küldött 4 fasiszta sztalker holttestét, majd egy páncélozott terepjáró és egy motoros üldözni kezdi, de amikor letépi a gázmaszkját, azok valamiért életben hagyják. Az állomásra jutva kellene megkeresnie a rádióst, aki kapcsolatba lépett a külvilággal, de a kommunista kémelhárítás elhurcolja őt az orra elől. A fiú jelentené a Vörös Vonalnak, hogy a nácik a semleges állomás ellen támadnának, de bezárják, és a rádióst bosszúból lelövik. A vallomás azonban meggyőzi a tiszteket, így Artyom a kommunisták rádióján felhívja Ditmart, aki a titkos jelszóra felrobbantja a bombát. Mivel az máshová lett felszerelve, így a börtön alatt robbant fel, és a főhős kijutott. Hiába kérte a többi rabot is, hogy jöjjenek vele, azok inkább ottmaradtak.
Miután a fiú mindkét felet szabotálta, kényszerből védőruha nélkül rohan el a felszínen a Poliszba, hogy eljuttassa a hírt a Rendhez. Melnyik eleinte tudomást sem vesz az őrültnek gondolt vejéről, ám a hírek hallatán kétségbeesik, és riasztja a Rend katonáit, hogy a Vörös Vonal és a Reich felé vezető járatokat erősítsék meg. A nyomorék vezér még a fiút is hajlandó visszavenni, egyetlen feltétellel: hagyja ott Ányát, az ő lányát. Artyom ebbe beleegyezik, de küldetésre akar indulni. Véradó testvérével, Letyagával, valamint egy Hanzáról toborzott újonccal kell elvinniük egy levelet a Führernek. A határon azonban megállítják mindhármójukat, végül Artyomot Ditmar beengedi, de az árulása miatt az egykori Puskinszkajára küldi.
Itt a legnagyobb titokban építi a Reich a metró legnagyobb állomását, ám ehhez rabokat és kényszermunkásokat alkalmaznak, akiket korcsoknak titulálnak. A törmeléket és hullákat talicskázó Artyom itt összefut a vájár Ljohával és Homérosszal, és együtt küzdenek tovább a túlélésért. Több nap múlva Ilja Sztyepanovics  közbenjárására kiengedik az öreget, hogy segítsen neki az írásban. A kommunisták támadása miatt beterelik a fegyvertelen foglyokat az alagútba, hogy annak felrobbantásáig tartsák fel az ellenséget. A sötét alagútban a két fél csákányokkal és szerszámokkal veri agyon egymást, amíg ki nem derül, hogy mindannyian a két ellenség golyófogónak használt fogvatartottai, akiket egymásra uszítottak. A halálhörgésekből kiderül, hogy Balashiában, a felszínen a kommunisták egy titkos bázist építettek. Végül Artyom és Ljoha egy kürtőn át kimásznak a szabadba, de a többi rab őrültnek nézi őket, és nem mennek velük.
Az eszméletlen főhős a Cvetnoj Bulvaron tér magához, de az orvos a benyelt sugárzás miatt mindössze 3 hetet ad neki. Ennek tudatában Artyom még a halála előtt ki akarja deríteni az igazságot a többi túlélőről, de előtte meglátogatja Szását. A lánnyal beszélgetve több dolog is kiderül, például Homérosszal kapcsolatban. Az öreg a regényében ugyanis erősen szépíti a valóságot: Hunter a vívódó harcos hős helyett igazából csak egy agresszív alkoholista pszichopata volt, aki minél több emberrel akart végezni. Szása emellett felfedi, hogy az öreg író vele kapcsolatban sem tudott mindent elfogadni, így szinte tökéletesnek tűnhet, pedig ő igazából nem olyan, sőt még a prostitúciót is élvezi. Felajánlja egy Szavelij nevű kliensét segítőül, aki profi sztalker.
A 3 fős csapat Szavelij japán sportkocsijával vág át a felszínen, majd egy gyanúsan tiszta sugárúton elhagyják Moszkvát. Balashiába érve szélmalmokat találnak az út szélén, melyek áramot termelnek. Egy tömegsír mellett találnak egy rádióadót, amit rövid ostrommal elfoglalnak. Artyom dühében tönkreteszi a transzformátort, és ekkor megszólal egy amerikai dal a kocsi rádiójában. Kiderül, hogy az adótornyokkal zavarják Moszkva környékét, így lehetetlenné téve a kapcsolatfelvételt. Ekkor megjelenik egy apa a 2 fiával, és elmesélik, hogy 300 kilométerrel arrébb élnek a felszínen, és felderíteni jöttek. Nem sokkal később azonban erősítés érkezik az állomás visszafoglalására. Ljoha megszereli az elektronikát, így Artyom hallhatja, hogy nemcsak Oroszország, hanem az egész világ túlélte az atomháborút. Átállítva az adás frekvenciáját üzenetet küld el az egész világnak, miszerint a moszkvai metróban élnek még túlélők, és valakik zavarják az étert. Az ostrom miatt elkezdik kidönteni az adótornyokat, de ekkor rádión jelentkezik Letyaga, és utasítja őket, hogy maradjanak nyugton, és semmit ne tegyenek. Egy páncélozott terepjáróval kihozza őket, de a 3 idegent lelövi. A magyarázat szerint az USA kémei voltak, és a zavarás az álca amiatt, hogy a túlélőket ne fedezzék fel, és ne bombázzák le.
A Poliszba visszatérve Melnyik bevallja, hogy a bolondnak titulált Artyomnak végig igaza volt mindenben, és hogy minden felszíni mozdulatáról tudtak. A többi próbálkozóval végeztek, de őt megkímélték. A Rendbe visszavett főhőst aztán egy titkos küldetésre küldi. A fiú meglepődik, hogy honnan lettek az új felszíni páncélautók, de a társai hallgatnak. A berakodás után elmondják neki, hogy a Komszomolszkajára visznek egy titkos küldeményt a metró érdekében. Csak az átadásnál derül ki, hogy a kommunistáknak 20 000 töltényt szállítottak, állítólag azért, hogy gombát vehessenek a Hanzától az éhezőknek. A Rend több tagja fellázad, hiszen 1 évvel ezelőtt az ő társaikkal végeztek a vörösök, Melnyik is ott veszítette el a kezét és bénult le. Később megtapasztalják, hogy a kommunisták hazudtak, és a lőszerrel lemészárolják a több ezer fős éhező tömeget. Szavelij is meghal, de előtte még elmond valamit. Kiderül, hogy egy Besszolov nevű férfi áll a háttérben, aki Szása visszatérő kliense, így a haldokló fiú odamegy, hogy végezzen vele, de a sátorban elveszíti eszméletét.
Artyom egy modern kórházban tér magához, ahol vérátömlesztésen esett át. Itt találja meg a mulatozó Besszolovot, aki elmondja, hogy a lány kikönyörögte, hogy az elájult fiút idehozza. Már korábban is összebarátkoztak, amikor a fiú részeg volt, és aki ekkor égette le a saját tetoválását is, mivel az alkohol hatására kitört belőle a Melnyik iránti utálata. A főhős nem érti az egész helyzetet, így körbevezeti őt a bunkerben. Mint kiderül, az orosz vezetőség végig a népe mellett maradt a szomszédos alagút- és bunkerkomplexumban, és ők irányították és látták el a feleket. Besszolov elmagyarázza, hogy a Reich, a Hanza, a Vörös Vonal és a Polisz is ugyanaz: valami, amiben hihetnek az emberek az ideológiájuk és kedvük szerint, ezzel elterelve a figyelmüket a valóságról, többek közt arról, hogy szétszéledjenek a felszínen, és ne lehessen őket többé irányítani. A zavaróberendezéseket is ők üzemeltetik a Hanzán át, de a kommunisták foglyaival építtették fel. Az igazságot megértő fiú dühöng, így visszaviszik a Cvetnoj Bulvarra, ahol magára hagyják.
Ezután a Rend árulás miatt bebörtönzi a mészárlást túlélő katonáit. A cellában van Homérosz és Ilja Sztyepanovics is, akinek megölték a torz gyermekét, és emiatt a felesége fölkötötte magát. A fiú elmeséli az igazságot nekik, de nem hisznek neki mindenben. Melnyik összehívja a Rend tagjait, hogy döntsenek az árulóvá lett társaik sorsáról. Letyaga mindent elmesél, majd azt is, hogy a főnökük elárulta őket, és a társaikkal végző kommunistákat kisegítette. Hirtelen valaki lelövi Letyagát, erre a Rend régi és új tagjai összecsapnak, és mindenki kimenti a maga hősét. A menekülő főhős meglátja Ányát az agresszív újoncok közt, így kicseréli érte magát, emiatt később újra kibékülnek egymással. Előtte kiadja az utasításait: a veteránok fogják el a Szásánál lévő Besszolovot, Homérosz pedig nyomtassa ki az igazságot a Reich rommá lett nyomdájában. Némi idő után a Polisz vezetősége tanácsot hív össze, de a főhős megdöbbenésére Besszolov is megérkezik az érte küldött veteránokkal. A hangosbemondón bejelentik, hogy felvették a kapcsolatot a külvilággal, és amerikai zenét sugároznak a mulató ellenségeik, amíg ők éheznek a föld alatt. A megdöbbent tömegnek bejelentik, hogy a közös ellenség ellen összefognak, így felszámolják az állomások államszövetségeit, és egyesülnek. Artyom megdöbben ezen, ráadásul Ljohát is megvették, aki így a luxusbunkerben fog élni. Homérosz a szórólapok nyomtatása helyett lakást kap a Poliszban, hogy megírhassa az idealizált Artyomról szóló hősi történetét a Feketék elleni küzdelemről. A hazugságokkal és idealizmussal teli regényt a főhős ellenzi, de az öreg szerint az embereknek nem igazságra, hanem hősökre van szükségük.
A bejelentés utáni zavarban a fiú, Ánya és Ilja a Szavelij által rájuk hagyott japán sportkocsival a felszínen keresztül a VDNH-ra menekülnek. Itt Szuhoj a tiszteletükre sertéslakomát tart. A mostohafia elmondja az igazságot, és a felszínre hívja a lakókat, akik őrültnek nézik emiatt. Másnap a Hanza a fiút követeli, különben blokádot állítanak, és a Komszomolszkajáról frissen érkező nagy mennyiségű sertéstáp sem jut el hozzájuk. Artyom úgy dönt, hogy elhagyják a metrót, és a lány anyjának szülővárosába, Vlagyivosztokba költöznek. A szomorú búcsú során Ilja Sztyepanovics megígéri, hogy mindent leír, és semmit sem fog szépíteni az eseményeken, így a kétkedő főhős beleegyezik ebbe, majd az autójukkal a boldog pár otthagyja a metrót és a romba dőlt Moszkvát.

A terepjáróban a távolból őket követő Ljoha megkérdezi, hogy mi legyen velük, de Besszolov futni hagyja őket.
|  | Itt a vége a cselekmény részletezésének! |

## Magyarul
- Metró 2035; ford. Goretity József; Európa Könyvkiadó, 2015 ISBN 978-963-40-5261-6

## Fordítás
- Ez a szócikk részben vagy egészben  a   Metro 2035 című angol Wikipédia-szócikk ezen változatának fordításán alapul.  Az eredeti cikk szerkesztőit annak laptörténete sorolja fel. Ez a jelzés csupán a megfogalmazás eredetét és a szerzői jogokat jelzi, nem szolgál a cikkben szereplő információk forrásmegjelöléseként.